# Маяк (Золочевский район)
Маяк (укр. Маяк) — село, Феськовский сельский совет, Золочевский район, Харьковская область, Украина.
Код КОАТУУ — 6322686506. Население по переписи 2001 года составляет 155 (60/95 м/ж) человек.

## Географическое положение
Село Маяк находится на левом берегу Рогозянского водохранилища, выше по течению в 2-х расположено село Должик, ниже по течению примыкает к сёлу Феськи и посёлку Малые Феськи, на противоположном берегу — сёла Родной Край и Окнино.
Через село проходит железная дорога, станция Рогозянка.

## История
- 1929 — дата основания.

## Экономика
- Теплицы.